# ATP de Estoril
O Estoril Open (Millennium Estoril Open por razões de patrocínio) é um torneio profissional de ténis masculino pertencente ao circuito ATP e disputado em terra-batida no Clube de Ténis do Estoril, no Estoril, em Portugal. Até 2014, o torneio teve lugar no Complexo Desportivo do Jamor, junto ao Estádio Nacional do Jamor, em Oeiras. Foi criado em 1990 e foi dirigido por João Lagos até 2014.
Não foi ocorreu em 2025, mas retorna em 2026, trocando a realização em abril por julho.

## Finais

### Simples
| Ano                                                         | Campeão               | Vice-campeão        | Resultado       |
| ----------------------------------------------------------- | --------------------- | ------------------- | --------------- |
| Torneio não realizado em 2025                               |                       |                     |                 |
| 2024                                                        | Hubert Hurkacz        | Pedro Martínez      | 6–3, 6–4        |
| 2023                                                        | Casper Ruud           | Miomir Kecmanović   | 6–2, 7–63       |
| 2022                                                        | Sebastián Báez        | Frances Tiafoe      | 6–3, 6–2        |
| 2021                                                        | Albert Ramos Viñolas  | Cameron Norrie      | 4–6, 6–3, 7–63  |
| Torneio não realizado em 2020 devido à pandemia de COVID-19 |                       |                     |                 |
| 2019                                                        | Stefanos Tsitsipas    | Pablo Cuevas        | 6–3, 7–64       |
| 2018                                                        | João Sousa            | Frances Tiafoe      | 6–4, 6–4        |
| 2017                                                        | Pablo Carreño Busta   | Gilles Müller       | 6–2, 7–65       |
| 2016                                                        | Nicolás Almagro       | Pablo Carreño Busta | 66–7, 7–65, 6–3 |
| 2015                                                        | Richard Gasquet       | Nick Kyrgios        | 6–3, 6–2        |
| 2014                                                        | Carlos Berlocq        | Tomáš Berdych       | 0–6, 7–5, 6–1   |
| 2013                                                        | Stanislas Wawrinka    | David Ferrer        | 6–1, 6–4        |
| 2012                                                        | Juan Martín del Potro | Richard Gasquet     | 6–4, 6–2        |
| 2011                                                        | Juan Martín del Potro | Fernando Verdasco   | 6–2, 6–2        |
| 2010                                                        | Albert Montañés       | Frederico Gil       | 6–2, 46–7, 7–5  |
| 2009                                                        | Albert Montañés       | James Blake         | 5–7, 7–66, 6–0  |
| 2008                                                        | Roger Federer         | Nikolay Davydenko   | 7–65, 1–2, ab.  |
| 2007                                                        | Novak Djokovic        | Richard Gasquet     | 7–67, 0–6, 6–1  |
| 2006                                                        | David Nalbandian      | Nikolay Davydenko   | 6–3, 6–4        |
| 2005                                                        | Gastón Gaudio         | Tommy Robredo       | 6–1, 2–6, 6–1   |
| 2004                                                        | Juan Ignacio Chela    | Marat Safin         | 26–7, 6–3, 6–3  |
| 2003                                                        | Nikolay Davydenko     | Agustín Calleri     | 6–4, 6–3        |
| 2002                                                        | David Nalbandian      | Jarkko Nieminen     | 6–4, 7–65       |
| 2001                                                        | Juan Carlos Ferrero   | Félix Mantilla      | 7–63, 4–6, 6–3  |
| 2000                                                        | Carlos Moyà           | Francisco Clavet    | 6–3, 6–2        |
| 1999                                                        | Albert Costa          | Todd Martin         | 7–64, 2–6, 6–3  |
| 1998                                                        | Alberto Berasategui   | Thomas Muster       | 3–6, 6–1, 6–3   |
| 1997                                                        | Àlex Corretja         | Francisco Clavet    | 6–3, 7–5        |
| 1996                                                        | Thomas Muster         | Andrea Gaudenzi     | 7–64, 6–4       |
| 1995                                                        | Thomas Muster         | Albert Costa        | 6–4, 6–2        |
| 1994                                                        | Carlos Costa          | Andriy Medvedev     | 4–6, 7–5, 6–4   |
| 1993                                                        | Andriy Medvedev       | Karel Nováček       | 6–4, 6–2        |
| 1992                                                        | Carlos Costa          | Sergi Bruguera      | 4–6, 6–2, 6–2   |
| 1991                                                        | Sergi Bruguera        | Karel Nováček       | 7–67, 6–1       |
| 1990                                                        | Emilio Sánchez        | Franco Davín        | 6–3, 6–1        |

### Duplas
| Ano                                                         | Campeões                               | Vice-campeões                          | Resultado         |
| ----------------------------------------------------------- | -------------------------------------- | -------------------------------------- | ----------------- |
| Torneio não realizado em 2025                               |                                        |                                        |                   |
| 2024                                                        | Gonzalo Escobar Aleksandr Nedovyesov   | Sadio Doumbia Fabien Reboul            | 7–5, 6–2          |
| 2023                                                        | Sander Gillé Joran Vliegen             | Nikola Čačić Miomir Kecmanović         | 6–3, 6–4          |
| 2022                                                        | Nuno Borges Francisco Cabral           | Máximo González André Göransson        | 6–2, 6–3          |
| 2021                                                        | Hugo Nys Tim Pütz                      | Luke Bambridge Dominic Inglot          | 7–5, 3–6, [10–3]  |
| Torneio não realizado em 2020 devido à pandemia de COVID-19 |                                        |                                        |                   |
| 2019                                                        | Jérémy Chardy Fabrice Martin           | Luke Bambridge Jonny O'Mara            | 7–5, 7–63         |
| 2018                                                        | Kyle Edmund Cameron Norrie             | Wesley Koolhof Artem Sitak             | 6–4, 6–2          |
| 2017                                                        | Ryan Harrison Michael Venus            | David Marrero Tommy Robredo            | 7–5, 6–2          |
| 2016                                                        | Eric Butorac Scott Lipsky              | Łukasz Kubot Marcin Matkowski          | 6–4, 3–6, [10–8]  |
| 2015                                                        | Treat Huey Scott Lipsky                | Marc López David Marrero               | 6–1, 6–4          |
| 2014                                                        | Santiago González Scott Lipsky         | Pablo Cuevas David Marrero             | 6–3, 3–6, [10–8]  |
| 2013                                                        | Santiago González Scott Lipsky         | Aisam-ul-Haq Qureshi Jean-Julien Rojer | 6–3, 4–6, [10–7]  |
| 2012                                                        | Aisam-ul-Haq Qureshi Jean-Julien Rojer | Julian Knowle David Marrero            | 7–5, 7–5          |
| 2011                                                        | Eric Butorac Jean-Julien Rojer         | Marc López David Marrero               | 6–3, 6–4          |
| 2010                                                        | Marc López David Marrero               | Pablo Cuevas Marcel Granollers         | 16–7, 6–4, [10–4] |
| 2009                                                        | Eric Butorac Scott Lipsky              | Martin Damm Robert Lindstedt           | 6–3, 6–2          |
| 2008                                                        | Jeff Coetzee Wesley Moodie             | Jamie Murray Kevin Ullyett             | 6–2, 4–6, [10–8]  |
| 2007                                                        | Marcelo Melo André Sá                  | Martín García Sebastián Prieto         | 3–6, 6–2, [10–6]  |
| 2006                                                        | Lukáš Dlouhý Pavel Vízner              | Lucas Arnold Ker Leoš Friedl           | 6–3, 6–1          |
| 2005                                                        | František Čermák Leoš Friedl           | Juan Ignacio Chela Tommy Robredo       | 6–3, 6–4          |
| 2004                                                        | Juan Ignacio Chela Gastón Gaudio       | František Čermák Leos Friedl           | 6–2, 6–1          |
| 2003                                                        | Mahesh Bhupathi Max Mirnyi             | Lucas Arnold Ker Mariano Hood          | 6–1, 6–2          |
| 2002                                                        | Karsten Braasch Andrei Olhovskiy       | Simon Aspelin Andrew Kratzmann         | 6–3, 6–3          |
| 2001                                                        | Radek Štěpánek Michal Tabara           | Donald Johnson Nenad Zimonjić          | 6–4, 6–1          |
| 2000                                                        | Donald Johnson Piet Norval             | David Adams Joshua Eagle               | 6–4, 7–5          |
| 1999                                                        | Tomás Carbonell Donald Johnson         | Jiří Novák David Rikl                  | 6–3, 2–6, 6–1     |
| 1998                                                        | Donald Johnson Francisco Montana       | David Roditi Fernon Wibier             | 6–1, 2–6, 6–1     |
| 1997                                                        | Gustavo Kuerten Fernando Meligeni      | Andrea Gaudenzi Filippo Messori        | 6–2, 6–2          |
| 1996                                                        | Tomás Carbonell Francisco Roig         | Tom Nijssen Greg Van Emburgh           | 6–3, 6–2          |
| 1995                                                        | Yevgeny Kafelnikov Andrei Olhovskiy    | Marc-Kevin Goellner Diego Nargiso      | 5–7, 7–5, 6–2     |
| 1994                                                        | Cristian Brandi Federico Mordegan      | Richard Krajicek Menno Oosting         | w.o.              |
| 1993                                                        | David Adams Andrei Olhovskiy           | Menno Oosting Udo Riglewski            | 6–3, 7–5          |
| 1992                                                        | Hendrik Jan Davids Libor Pimek         | Luke Jensen Laurie Warder              | 3–6, 6–3, 7–5     |
| 1991                                                        | Paul Haarhuis Mark Koevermans          | Tom Nijssen Cyril Suk                  | 6–3, 6–3          |
| 1990                                                        | Sergio Casal Emilio Sánchez            | Omar Camporese Paolo Canè              | 7–5, 4–6, 7–5     |